# ゲオルギー・ツルツミア
ゲオルギー・ツルツミア (Georgiy Tsurtsumia、1980年10月29日-)は、グルジア出身のカザフスタンのレスリング選手。2004年アテネオリンピックレスリンググレコローマンスタイル120kg級の銀メダリストである。

## 実績
- オリンピック
  - 2004年アテネオリンピック　銀メダル
- 世界選手権
  - 3位　2003年
- アジア大会
  - 優勝　2002年
- アジア選手権
  - 優勝　2003、2004、2005、2006年